# 福井玲
福井 玲（ふくい れい、1957年 - ）は、日本の朝鮮語学者、東京大学教授。朝鮮語、日本語が専門。朝鮮語のローマ字表記法の一種を考案したり、TIPAの開発をしている。

## 人物
岐阜県出身。1980年東京大学文学部言語学科卒、87年同大学院博士課程単位取得満期退学。1984-86年ソウル大学校に学ぶ。87年東京大学文学部助手、1989年明海大学外国語学部講師、92年東大教養学部助教授、97年東大文学部附属文化交流研究施設助教授、2002年同人文社会系研究科助教授、2007年人文社会系研究科韓国朝鮮文化研究専攻准教授。グッドネーバーズ・ジャパン会長。

## 著書

### 単著
- 『韓国語音韻史の探究』三省堂、2013年。ISBN 9784385366043。

### 監修
- 三省堂編修所 編『デイリー日韓英・韓日英辞典』（尹亭仁 共監修）三省堂、2002年。ISBN 9784385122243。

### 翻訳
- ジェフリー・K.プラム、ウィリアム・A.ラデュサー 著、土田滋、中川裕 共 訳『世界音声記号辞典』三省堂、2003年。ISBN 9784385107561。

### 論文
- “CiNii Research 福井 玲”. 2024年12月5日閲覧。